# 鷹司信子
鷹司信子（日语：／ Takatsukasa Nobuko，1651年—1709年3月17日）是日本江戶幕府五代將軍德川綱吉的正室，父親是左大臣從一位鷹司教平，母親是冷泉為滿之女，哥哥是關白鷹司房輔，妹妹是靈元天皇中宮鷹司房子（新上西門院）。
寬文四年（1664年）由京都下江戶，與當時還是上野國館林藩主的德川綱吉結婚。延寶八年（1680年）時隨綱吉就任將軍而進入江戶城大奧。
她與綱吉生母桂昌院之間感情並不好，與綱吉間夫婦感情究竟如何也不是很清楚，兩人之間並沒有生育子女。她為了鞏固自己的地位，也從京都聘請才女名媛（例如右衛門佐，大典侍）到江戶來做綱吉的側室或是擔任大奧裡的職務。
她於寶永六年（1709年）時，在丈夫綱吉死後才一個月，就因染上麻疹和皰瘡（天花）死去，享年五十九歲。因為死得太倉促了，於是有一說她因繼嗣問題於大奧的宇治之間聯合御年寄殺害綱吉，其後畏罪自殺，也傳說她被御年寄所殺。墓所在東京都台東區的寬永寺，法名淨光院殿從一位圓岸心珠大姊。